# ويليام إسماعيل
ويليام إسماعيل (9 فبراير 1989 بساو باولو في البرازيل - ) هو لاعب كرة قدم برازيلي في مركز الدفاع. لعب مع نادي كورينثيانز.